# آرمان (روسیه)
آرمان (به لاتین: Arman) یک منطقهٔ مسکونی در روسیه است که در استان ماگادان واقع شده‌است.